# Harras El-Hedoud Stadium
Das Harras El-Hedoud Stadium (arabisch ستاد حرس الحدود) ist ein Fußballstadion mit Leichtathletikanlage in der am Mittelmeer gelegenen ägyptischen Hafenstadt Alexandria. Es fasst 22.500 Zuschauer und wird hauptsächlich für Fußball genutzt. Es stehen 300 Plätze in V.I.P.-Logen bereit. Das Spielfeld der 2003 eröffneten Arena wird von einer Kunststoffbahn umfasst. Da das Stadion nicht wie andere Leichtathletikstadien hinter den Toren Kurven hat; hat die Laufbahn eine rechteckige Form.
Die beiden Fußballvereine Haras El Hodood und El Raja Marsa Matruh nutzen das Stadion für ihre Heimspiele.